# Clash of Kings
Chash of Kings é um jogo eletrônico, do tipo MMORPG (Massive Multiple Online RPG), que simula um grande tabuleiro de estratégia, guerra e construção e administração de edifícios e cidades, desenvolvido pela Elex Tech para funcionar em dispositivos Android e iOS, lançado em 2014.
Em 3 de fevereiro de 2015, o Google Play disse que o jogo já teve mais que dez milhões de downloads.

## Objetivos
No Clash of Kings, é preciso desenvolver seu castelo dentro de um reino medieval e aumentar sua área de influência. O progresso no game é condicionado pela construção; e a atualização de edifícios fortalece as defesas e o poder militar. Com uma série de missões para cumprir, o jogador deverá pesquisar novas tecnologias e feitiços, além de treinar tropas para enfrentar monstros e dominar territórios. Baixe Clash of Kings e divirta-se gerenciando o seu reino enquanto expande seu império com dinâmicas online!

## Nossa opinião
Com gráficos tridimensionais de ótima qualidade, Clash of Kings é um game de estratégia e simulação de gerenciamento de cidades, que coloca o jogador no papel de um líder que precisa melhorar seu reino para expandir os seus domínios.
O game possui boas doses de fantasia: o jogador deverá desenvolver diferentes tecnologias e feitiços para que defesas e construções tornem-se mais fortes, assim como os diversos tipos de soldados que enfrentarão monstros e outros castelos inimigos.
Clash of Kings possui uma interface totalmente traduzida para o português, mas é poluída por uma enorme quantidade de anúncios. Os comandos e mecânicas básicas são apresentados rapidamente através de um tutorial interativo, prático e bem didático.
Com um sistema de controle de zoom bem eficiente, panoramas bem ilustrados e ótimas animações, o jogador deverá tocar nos espaços vazios ou nas estruturas para construir e interagir.
Ainda há as grandes inovações na jogabilidade; e o simulador possui controles simples e bem fáceis de compreender. Porém, a sistemática repetitiva de missões e de desenvolvimento pode se tornar "arrastada" e cansativa ao longo do tempo.
Com músicas temáticas animadas e diversos sons, as partidas de Clash of Kings apresentam desafios que se tornam gradualmente mais difíceis. Apesar disso, como sua dinâmica é muito estática, não há verdadeiros desafios que ameacem o reino.
Clash of Kings consegue compensar um pouco a falta de problemas da modalidade individual com suas dinâmicas multiplayer, oferecendo opções para se juntar a clãs e iniciar guerras, além de saquear territórios de outros jogadores ou invadir terrenos para aumentar seus domínios.
Prós
- Gráficos caprichados
- Efeitos sonoros variados e agradáveis
- Controles práticos e intuitivos
- Aumento progressivo da dificuldade
- Permite saquear o reino de outros jogadores

Contras
- Apresenta muitos anúncios sobre sua interface
- Dinâmicas repetitivas